# Tadeusz Maresz
Tadeusz Maresz (ur. 29 grudnia 1895 w Radomiu, zm. 27 września 1944) – historyk, pedagog, harcmistrz Rzeczypospolitej, porucznik piechoty Wojska Polskiego.

## Życiorys
Urodził się w Radomiu, jako syn Romana, pracownika kolei i Zuzanny z Bobrowskich. Spokrewniony przez matkę z rodziną Apolla Korzeniowskiego, a tym samym ze znanym pisarzem marynistą Józefem Konradem Korzeniowskim. Ze strony ojca spokrewniony był ze sławnym malarzem Leonem Wyczółkowskim. Pochodził z rodziny czeskiej.
Z Radomia przeniósł się do Warszawy, gdzie należał do założycieli powstałej w 1911 roku tajnej drużyny skautowej przy szkole Chrzanowskiego. Drużyna ta przyjęła potem imię Tadeusza Reytana.
W 1913 prowadził wspólnie ze Stanisławem Rudnickim obóz wędrowny nad morzem. W sierpniu 1915 ewakuowany wraz z rodziną za ustępującymi wojskami rosyjskimi, znalazł się na Ukrainie, gdzie ucząc dzieci tamtejszych ziemian, organizował początkowo tajne, a po rewolucji 1917 roku jawne już drużyny harcerskie. W 1916 był komendantem Hufca harcerskiego w Humaniu.
W 1919 powrócił do Warszawy, wstąpił do wojska i otrzymał przydział do 21 Pułku Piechoty „Dzieci Warszawy” w Warszawie, w którym służył do czerwca 1921. Zweryfikowany w stopniu podporucznika piechoty ze starszeństwem z 1 czerwca 1919 r. (w 1934 r. zajmował 1528 lokatę). Nie przerwał pracy harcerskiej, był m.in. zastępcą Naczelnika Głównej Kwatery Męskiej, pełniąc tę funkcję bez przerwy do 20 października 1923 roku.
W tym czasie ożenił się z Jadwigą Twardowską, córką znanego profesora lwowskiego. Za pracę w harcerstwie, odznaczony harcerską „Odznaką Wdzięczności”.
W 1922 roku został wybrany do Naczelnej Rady Harcerskiej. Z końcem 1923 został komendantem Chorągwi Warszawskiej ZHP. Latem tego roku prowadził Instruktorski Kurs Związkowy Głównej Kwatery Męskiej. Był współredaktorem „Kalendarza Harcerskiego” na rok 1924, zamieszczając w nim artykuł „Co robimy w obozie”. W 1928 roku prowadził Kurs Związkowy Głównej Kwatery w Redłowie nad morzem, a latem 1929 roku był komendantem II Narodowego Zlotu Harcerskiego w Poznaniu.
Studiując historię na Uniwersytecie w Poznaniu uczył jednocześnie w szkołach w Rybniku i w Wieleniu nad Notecią. Od jesieni 1929 roku zaangażowany został, już po ukończeniu studiów do nauczania historii w słynnym wówczas w Polsce Gimnazjum i Liceum im. Sułkowskich w Rydzynie, pracował tam do wybuchu wojny.
W 1934 posiadał przydział w rezerwie do 55 pułku piechoty w Lesznie i pozostawał na ewidencji Powiatowej Komendy Uzupełnień Kościan. Na stopień porucznika został mianowany ze starszeństwem z 19 marca 1939 i 165. lokatą w korpusie oficerów rezerwy piechoty.
We wrześniu 1939 zmobilizowany, przebył całą kampanię, a potem został internowany. Nie zaprzestał jednak swej działalności wychowawczej i oświatowej, za co był przenoszony karnie do różnych obozów. Zginął 27 września 1944 roku w Oflagu VI B Dössel w czasie nalotu bombowego na ten obóz.

## Publikacje
- Harcerska wyprawa obozowa (1929)
- Letnie obozy i kolonie harcerskie (1930)[3]
- Praca nad charakterem[4]